# Le Faouët (Morbihan)
Le Faouët (in bretone: Ar Faoued) è un comune bretone della Francia, di 2 988 abitanti situato nel dipartimento del Morbihan nella regione della Bretagna.
Suo nome significa "il fageto".
La parrocchia di Ar Faoued dipendeva sino alla Rivoluzione francese, dal vescovado di Cornovaglia (sede a Kemper/Quimper). Nel 1790, durante la creazione dei dipartimenti francesi, fu ricongiunta al dipartimento organizzato intorno alla città di Gwened/Vannes, nominato "Morbihan", e lo è ancora malgrado numerose proteste del municipio nei secoli XIX e XX, che chiedevano il loro ricongiungimento al dipartimento del Finistère.

## Monumenti
- il Mercato coperto (secolo XVI)
- la maestosa cappella signorile di San Fiakr (fine del secolo XV) che conserva vetrate splendide, antiche statue di santi (tranne una Santa Apollonia) e di un duca di Bretagna, e soprattutto il più bel recinto per coro di Bretagna, in legno policromo, gotico e coperto di scene
- la piccola cappella signorile di Santa Barbara (inizio secolo XVI) situata a picco sopra uno strapiombo naturale. Per questo motivo, è più larga che lunga. Al di sopra, si suona un'enorme campana per invocare la protezione dal fulmine.

## Società

### Evoluzione demografica
Abitanti censiti